# Daïra de Merouana
La daïra de Merouana est une daïra d'Algérie située dans la wilaya de Batna et dont le chef-lieu est la ville éponyme de Merouana.

## Localisation
La daïra est située au centre et au nord de la wilaya de Batna.

## Communes
La daïra est composéé de quatre communes : Hidoussa, Ksar Bellezma, Merouana et Oued El Ma.